# Liste der Naturdenkmale in Bondorf
| Naturdenkmale | Anzahl |
| ------------- | ------ |
| FND           | 6      |
| END           | 3      |
| Gesamt        | 9      |

Die Liste der Naturdenkmale in Bondorf nennt die verordneten Naturdenkmale (ND) der im baden-württembergischen Landkreis Böblingen liegenden Gemeinde Bondorf. In Bondorf gibt es insgesamt neun als Naturdenkmal geschützte Objekte, davon sechs flächenhafte Naturdenkmale (FND) und drei Einzelgebilde-Naturdenkmale (END).
Stand: 31. Oktober 2016.

## Flächenhafte Naturdenkmale (FND)
| Name                                               | Bild | Kennung     | Einzelheiten | Position | Fläche Hektar | Datum         |
| -------------------------------------------------- | ---- | ----------- | ------------ | -------- | ------------- | ------------- |
| Feuchtbiotop Niederreutiner Feld                   | BW   | 81150040006 | Bondorf      | ⊙        | 0,1           | 17. Feb. 1993 |
| Halbtrockenrasen Fleckenhalde                      | BW   | 81150040004 | Bondorf      | ⊙        | 2,1           | 17. Feb. 1993 |
| Halbtrockenrasen u. Gehölz Hüttstall               | BW   | 81150040002 | Bondorf      | ⊙        | 0,9           | 30. Mai 1994  |
| Halbtrockenrasen u. Gehölz Schönnagel              | BW   | 81150040003 | Bondorf      | ⊙        | 0,9           | 30. Mai 1994  |
| Halbtrockenrasen u. Steinriegel Tal                | BW   | 81150040005 | Bondorf      | ⊙        | 0,1           | 17. Feb. 1993 |
| Kastanienallee an der Bahnhofsstraße (11 Roßkast.) |      | 81150040001 | Bondorf      | ⊙        | 1,3           | 17. Feb. 1993 |
| Legende für Naturdenkmal                           |      |             |              |          |               |               |

## Einzelgebilde (END)
| Name                           | Bild | Kennung     | Einzelheiten | Position | Fläche Hektar | Datum         |
| ------------------------------ | ---- | ----------- | ------------ | -------- | ------------- | ------------- |
| Eiche – Haitingen              | BW   | 81150040010 | Bondorf      | ⊙        | 0,0           | 17. Feb. 1993 |
| Eiche vor den Tannen           | BW   | 81150040009 | Bondorf      | ⊙        | 0,0           | 17. Feb. 1993 |
| Mostbirnbaum an den Waldwiesen | BW   | 81150040007 | Bondorf      | ⊙        | 0,0           | 17. Feb. 1993 |
| Legende für Naturdenkmal       |      |             |              |          |               |               |